# 佐々木聖花
佐々木 聖花（ささき せいか、1995年7月24日 - ）は、日本のソフトテニス選手。群馬県高崎市出身。
ポジションは前衛、船水颯人とのペアで2016アジア選手権ミックスダブルスに優勝。

## 来歴
前橋市立第三中学校、文化学園大学杉並高校、早稲田大学スポーツ科学部卒業。船水颯人とのペアで2016アジアソフトテニス選手権ミックスダブルスに優勝。女子前衛でミックスダブルスに優勝したのは史上二人目である、

## 四大国際大会戦績
- 2016アジアソフトテニス選手権　ミックスダブルス金メダル[4]（船水颯人・佐々木聖花）